# Sibunag
Sibunag (officiellement municipalité de Nueva Valencia : en hiligaïnon Banwa sang Sibunag ; en tagalog : Bayan ng Sibunag) est une municipalité de quatrième classe des Philippines, située dans la province et île de Guimaras. 
Lors du recensement de 2020, sa population s'élève à 23 162 habitants.

## Géographie
Sibunag est l'une des cinq municipalités de Guimaras ; c'est une municipalité côtière, située au sud-est de l'île de Guimaras, sur le détroit de Guimaras, qui la sépare de l'île de Negros..
Son territoire comprend une partie de l'île de Guimaras ainsi que quelques petites îles à l'est dans le détroit de Guimaras, dont celle d'Inanpulugan.
D'une superficie totale de 120,04 kilomètres carrés, Sibunag est divisée en 14 barangays (districts) :
- Alegria
- Ayangan
- Bubog
- Concordia
- Dasal (Poblacion)
- Inampulugan (principale île du détroit)
- Maabay
- Millan
- Oracon
- Ravina
- Sabang
- San Isidro
- Sebaste
- Tanglad

## Histoire
La municipalité de Sibunag a été créée en février 1995.
| 1995  | 2000  | 2007  | 2010  | 2015  | 2020  |
| ----- | ----- | ----- | ----- | ----- | ----- |
| 17773 | 20104 | 17552 | 19565 | 22158 | 23162 |